# Gegeneophis carnosus
Gegeneophis carnosus és una espècie d'amfibis gimnofions de la família Caeciliidae. Es pensa que habita a les regions de Kerala i Karnataka, a més de Periya i Wayanad, tot dins de l'estat de Kerala, en l'Índia.